# ویولت ژابو
ویولت ژابو (به فرانسوی: Violette Reine Elizabeth Bushell Szabo)(زاده ۲۶ ژوئن، ۱۹۲۱ – درگذشته ۵ فوریه، ۱۹۴۵)، یک مأمور مخفی برجسته بریتانیا در طول جنگ جهانی دوم بود که در فرانسه اشغالی خدمت می‌کرد.
ویولت ژابو نیز عضو سازمان جاسوسی بریتانیا بود و در طول جنگ جهانی دوم با خرابکاری و جمع‌آوری اطلاعات از آلمانی‌ها در خاک فرانسه، خدمات ارزنده‌ای را به بریتانیا و فرانسه داشت. نام کد او در سرویس اطلاعاتی لوئیس بود و یک شبکه مقاومت در فرانسه ایجاد کرده‌بود که وظیفه خرابکاری در پل‌ها و شبکه‌های ارتباطی نازی‌ها در فرانسه را بر عهده داشت.
او به خاطر زیبایی‌اش با افسران آلمانی رابطه داشت و از آنان اطلاعات نظامی را بیرون می‌کشید.
او در روزهای آخر جنگ جهانی و چند روز پیش از «عملیات نرماندی» توسط پلیس مخفی آلمان نازی شناسایی شد و به اردوگاه کار اجباری راونسبروک فرستاده شد. سرانجام در همان اردوگاه در سن ۲۳ سالگی اعدام شد.
پس از مرگش دولت بریتانیا به او مدال صلیب جرج اعطا گشت.
بازی قاتل مخملی از زندگی وی ساخته شده‌است.